# شنشی
شِنسی یا شاآنشی (به چینی: 陝西)، (به پینیین: Shǎnxī) یا با نام تاریخی کنجانفو یکی از استان‌های کشور چین است.
این استان در مرکز این کشور قرار گرفته‌است و مرکز آن شهر شیان است.
جمعیت آن بالغ بر ۳۷میلیون نفر است.
در ۲۳ ژانویهٔ ۱۵۵۶، زمین‌لرزه‌ای به بزرگی ۸٫۰ در مقیاس ریشتر این شهر را لرزاند که منجر به کشته شدن ۸۳۰٬۰۰۰ نفر از ساکنان آن شد. ازاین‌رو، از این زمین‌لرزه به‌عنوان مرگبارترین زمین‌لرزهٔ تاریخ بشریت یاد می‌شود.
مساحت این استان برابر ۲۰۵٬۸۰۰ کیلومتر مربع است.

## مسئله نام استان
نام استان «شِنشی» (陝西)، به معنی «غرب شان» و اشاره به موقعیت شهر شی‌آن در غرب «گردنهٔ شان» در شهر در سطح ولایت سانمنشیا دارد. در گذشته، این گردنه مهم‌ترین راه ارتباطی بین شهر مهم شی‌آن و سایر مناطق چین بوده‌است.
استان دیگری در همسایگی این استان، با نام شانشی (山西) وجود دارد. نام این استان به معنی «غرب کوه» و اشاره به موقعیت این استان در غرب رشته کوه تایهانگ دارد.
در زبان چینی معیار، نام هر دوتا استان، «شان‌شی» (shanxi) تلفظ می‌شود. تنها تفاوت در تلفظ نام آن‌ها، در نواخت ادای هجای «شان» می‌باشد. نام استان شانشی (山西) با نواخت سطح بالا (Shānxī)، و نام استان شِنسی (陝西) با نواخت افت-خیز پایین (Shǎnxī) ادا می‌شود؛ بنابراین، نویسه‌گردانی نام این دو استان به الفبای زبان‌هایی که نواخت‌بر نیستند، دشوار می‌باشد.
به همین خاطر، حداقل از میانهٔ قرن ۱۸ میلادی به بعد، در نویسه‌گردانی لاتین، نام استان شانشی به صورت «Shansi» (شانسی) و نام استان شِنسی به صورت «Shensi» نوشته شده‌است. نوشتار نام این استان به صورت «شنسی» در اطلاسهای ایرانی و عثمانی نیز مرسوم شد.
بعدتر در اواسط قرن بیست، در نوشتار پین‌یین، برای متمیز کردن نام این دو استان، نوشتن «Shaanxi» نیز رایج شد. این نوع نوشتار بازتاب دهندهٔ شیوهٔ لاتین‌نویسی زبان چینی ماندارین، پیش از استانداردسازی پین‌یین امروزی بود.
در الفبای لاتین، نوشتار «Shensi» برای نام این استان تا سال ۱۹۸۷ میلادی مرسوم بود. اما از آن سال به بعد، دولت چین تنها نوشتار «Shaanxi» را به رسمیت می‌شناسد.
در زبان اویغوری، استان شانشی (山西) نیز به شکل «شه‌نشی» و نام استان شِنشی (陝西) به صورت «شېنشى» نوشته می‌شود.

## پیوندها
- وبگاه دولتی شاآنچی